# Autographa excelsa
Autographa excelsa là một loài bướm đêm trong họ Noctuidae.